# Sahana Software Foundation
Sahana Software Foundation — некоммерческая организация, базирующаяся в Лос-Анджелесе, Калифорния, созданная для продвижения использования свободного и открытого программного обеспечения (СОПО) для ликвидации чрезвычайных ситуаций и помощи пострадавшим от бедствий. Миссия Фонда — «спасти жизни, предоставляя решения по управлению информацией, которые позволяют организациям и общинам лучше подготовиться и реагировать на стихийные бедствия». Семейство программных продуктов включает Иден, предназначенный для управления гуманитарной помощью, Везувий, ориентированный на удовлетворение потребностей готовности к бедствиям медицинского сообщества, и унаследованные ранние версии программного обеспечения, включая Кракатау, созданный после землетрясения и цунами в Индийском океане в 2004 году. Слово «Sahana» означает «облегчение» в сингальском языке, одном из национальных языков Шри-Ланки.

## История
Sahana Software Foundation берёт начало после землетрясения и цунами в Индийском океане в декабре 2004 года, когда команда шри-ланкийских технологических рабочих, связанных с Lanka Software Foundation (LSF), разработали программное обеспечение, которое может быть использовано правительством для координации помощи для пострадавших от цунами. Программное обеспечение было разработано для решения общих проблем координации, которые возникают во время бедствия, в том числе содействия поиску пропавших людей, помощь и управление добровольцами, отслеживание жертв катастроф по всем лагерям беженцев.
Программное обеспечение Sahana вырос в бесплатный глобальный проект с открытым исходным кодом, поддерживаемый сотнями добровольцев из десятков стран. Sahana поддерживает национальные и местные органы власти и учреждения по оказанию помощи пострадавшим в их реакции на многочисленные крупномасштабные внезапные бедствия.
Программное обеспечение первоначально использовалось в Шри-Ланке правительственным Центром национальных операций (англ. Center of National Operations, СМО), который включал Центр гуманитарных учреждений (англ. Center of Humanitarian Agencies, СНА). Дополнительное финансирование было предоставлено Шведским агентством международного развития (англ.  Swedish International Development Cooperation Agency, SIDA), IBM и Национальным научным фондом США (англ. National Science Foundation, NSF).
В начале 2009 года руководители Lanka Software Foundation решили позволить группе Sahana выделиться в отдельную организацию. В 2009 году Фонд Sahana Software был основан как некоммерческая организация, зарегистрированная в штате Калифорния. Марк Пруцелис был назначен первым директором.
В июле 2014 года Фонд объявил, что Майкл Хауден, член Совета директоров, был назначен в качестве своего нового директора.

## Награды и признание
Программное обеспечение Sahana было отмечено премией Free Software Foundation 2006 для проектов социальной помощи, как проекту свободного программного обеспечения, который намеренно и существенно приносит пользу обществу через сотрудничество для достижения важной социальной задачи.
Программное обеспечение Sahana и его роль в борьбе с последствиями цунами в Шри-Ланке были представлены в документальном фильме BBC World 2006 года «Code-Breakers».
В марте 2010 года Фонд Sahana Software выиграл премию Best Practices от Private and Public Businesses, Inc.'s..
В июле 2010 года гуманитарный информационный отдел Госдепартамента США признал Sahana в качестве одного из поставщиков информационных и коммуникационных технологий (англ. Information and Communications Technology), которые оказали влияние на усилия по оказанию помощи Гаити.
В 2013 году Sahana был признан в Университете штата Мэриленд «ведущей в мире программой с открытым исходным кодом для быстрого развертывания управлением гуманитарного реагирования», после её роли в ликвидации чрезвычайных ситуаций, а именно помощи полицейским Нью-Йорка в своевременном реагировании на ураган Сэнди.